# Lisa Farthofer
Lisa Farthofer (ur. 10 sierpnia 1991 w Vöcklabrucku) – austriacka wioślarka.

## Osiągnięcia
- Mistrzostwa Świata Juniorów – Amsterdam 2006 – dwójka podwójna – 2. miejsce[1].
- Mistrzostwa Świata Juniorów – Pekin 2007 – dwójka podwójna – 3. miejsce[1].
- Mistrzostwa Świata Juniorów – Linz 2008 – dwójka podwójna – 2. miejsce[1].
- Mistrzostwa Europy – Ateny 2008 – czwórka podwójna  – 5. miejsce[1].
- Mistrzostwa Świata Juniorów – Brive-la-Gaillarde 2009 – jedynka – 6. miejsce[1].